# Carreteras de Venezuela
La Red de carreteras troncales de Venezuela son un conjunto de autopistas, autovías y carreteras que conforman en su totalidad, un sistema vial primario que abarca todo el territorio nacional y que permite la comunicación de las diferentes regiones, ciudades y localidades del país. La red es gestionada en su totalidad por el Estado venezolano mediante las gobernaciones quiénes se encargan de su mantenimiento, mientras que la ampliación y mejoramiento de la misma corresponden al Ministerio del Poder Popular para el Transporte y el Ministerio del Poder Popular para Obras Públicas.

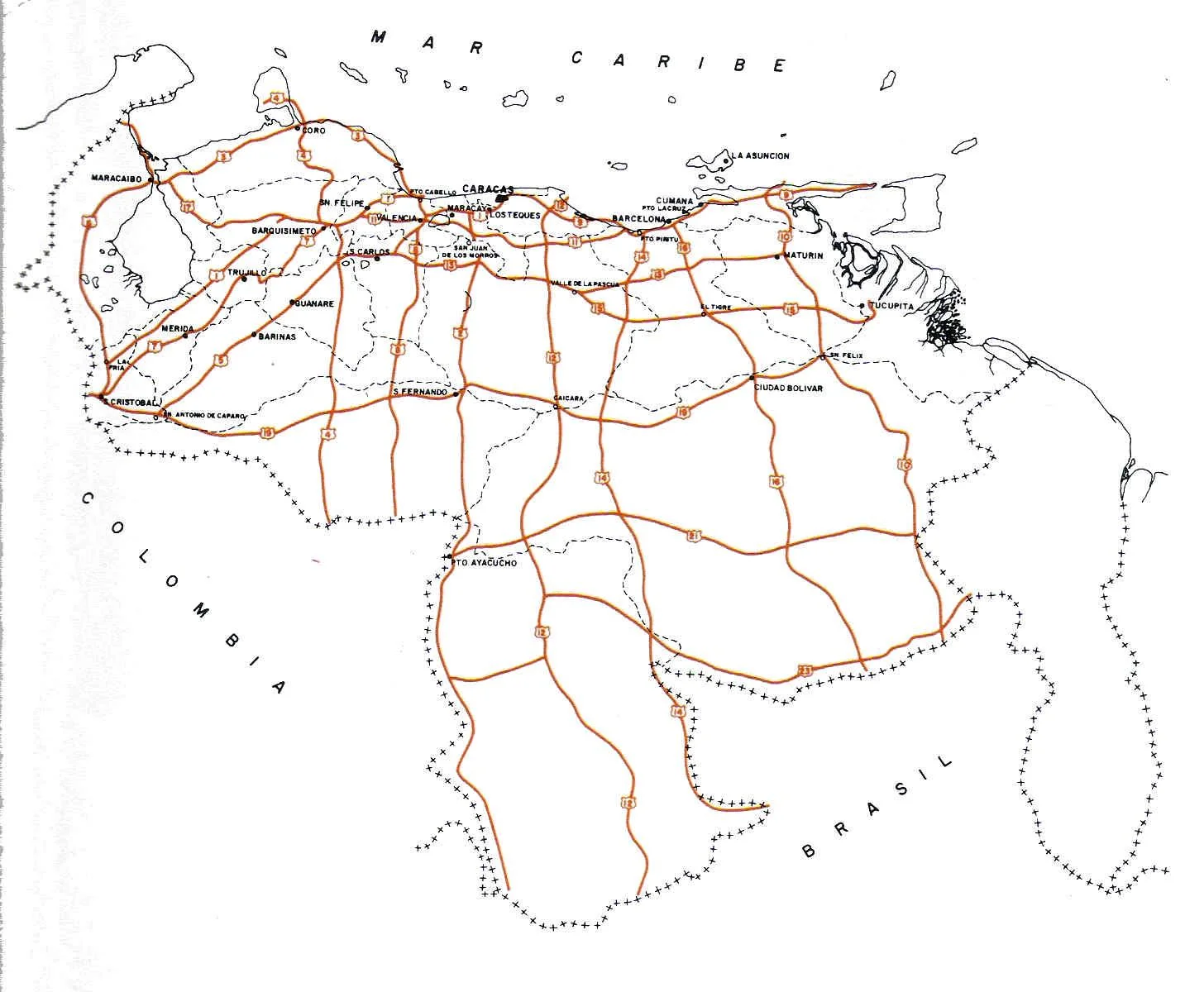
Plan maestro de las carreteras troncales de Venezuela donde se muestra su numeración y ruta original.

Las carreteras troncales venezolanas tienen una numeración que las clasifica e identifica bajo una cifra par si el recorrido de la ruta es de norte a sur, e impar si el recorrido es de este a oeste. A diferencia de otros países, la numeración de las troncales en Venezuela no sigue un orden específico de acuerdo con el espacio geográfico en las que se ubican. (Numeración creciente en sentido norte-sur y viceversa o numeración decreciente en sentido este-oeste y viceversa). 

## Troncales
| Escudo | Identificación | Nombre alternativo                                             | Ubicación | Recorrido                                                           | Longitud total aproximada |
| ------ | -------------- | -------------------------------------------------------------- | --------- | ------------------------------------------------------------------- | ------------------------- |
|        | Troncal 1      | Carretera Panamericana                                         |           | Táchira, Mérida, Trujillo, Lara, Yaracuy, Carabobo, Aragua, Miranda | 991 km                    |
|        | Troncal 2      |                                                                |           | Apure, Aragua, Amazonas, Guárico                                    | 499 km                    |
|        | Troncal 3      | Carretera Morón-Coro Carretera Nacional Falcón-Zulia           |           | Zulia, Falcón, Carabobo                                             | 506 km                    |
|        | Troncal 4      | Carretera Nacional Lara-Falcón Autopista Barquisimeto-Acarigua |           | Falcón, Lara, Portuguesa, Apure, Barinas                            | 444 km                    |
|        | Troncal 5      |                                                                |           | Táchira, Barinas, Portuguesa                                        | 652 km                    |
|        | Troncal 6      |                                                                |           | Zulia, Táchira                                                      | 477 km                    |
|        | Troncal 7      | Carretera Trasandina                                           |           | Táchira, Mérida, Trujillo                                           | 1539 km                   |
|        | Troncal 8      |                                                                |           | Carabobo, Cojedes, Apure, Barinas                                   | 137 km                    |
|        | Troncal 9      | Carretera a Oriente                                            |           | Sucre, Anzoátegui, Miranda, Caracas                                 | 676 km                    |
|        | Troncal 10     | Carretera Binacional (tramo San Félix-Brasil)                  |           | Sucre, Monagas, Bolívar                                             | 957 km                    |
|        | Troncal 11     |                                                                |           | Yaracuy, Carabobo, Aragua, Guárico, Anzoátegui                      | 543 km                    |
|        | Troncal 12     |                                                                |           | Miranda, Guárico, Amazonas, Bolívar                                 | 648 km                    |
|        | Troncal 13     |                                                                |           | Portuguesa, Carabobo, Anzoátegui, Guárico, Monagas                  | 681 km                    |
|        | Troncal 14     |                                                                |           | Anzoátegui, Guárico, Bolívar                                        | 90 km                     |
|        | Troncal 15     |                                                                |           | Guárico, Anzoátegui, Monagas, Delta Amacuro                         | 529 km                    |
|        | Troncal 16     |                                                                |           | Anzoátegui, Bolívar                                                 | 484 km                    |
|        | Troncal 17     | Autopista Lara-Zulia                                           |           | Zulia, Lara                                                         | 235 km                    |
|        | Troncal 18     |                                                                |           |                                                                     |                           |
|        | Troncal 19     |                                                                |           | Táchira, Apure, Barinas, Guárico, Bolívar                           | 1032 km                   |
|        | Troncal 20     |                                                                |           |                                                                     |                           |
|        | Troncal 21     |                                                                |           |                                                                     |                           |
|        | Troncal 22     |                                                                |           |                                                                     |                           |
|        | Troncal 23     |                                                                |           |                                                                     |                           |